# برج اللولو
برج اللولو (به عربی: أبراج اللؤلؤ) یک آسمان‌خراش در بحرین است که در منامه واقع شده‌است.